# Cratoptera
Cratoptera is een geslacht van vlinders van de familie spanners (Geometridae), uit de onderfamilie Ennominae.

## Soorten
- C. apicata Warren, 1894
- C. arvina Druce, 1892
- C. atina Druce, 1892
- C. brunnea Butler, 1881
- C. celtillusaria Walker, 1860
- C. fenestraria Jones, 1921
- C. primularia Druce, 1891
- C. primularis Butler, 1881
- C. subcitrina Warren, 1904
- C. triviata Möschler, 1881
- C. vestianaria Herrich-Schäffer, 1858
- C. vilaria Herrich-Schäffer, 1858
- C. zarumata Oberthür, 1912